# Ngola Kabangu
Ngola Kabangu (Luanda, 14 de fevereiro de 1943) é um engenheiro eletrónico e político angolano, membro do partido Frente Nacional de Libertação de Angola (FNLA). Também foi deputado na Assembleia Nacional de Angola pela FNLA.
É nascido no Bairro Operário, no município de Luanda, na província de Luanda. Fez seus estudos primários e secundários na capital angolana.
Sua miliância política inicia-se em 1958 quando filia-se à FNLA que, à altura, ainda era a "União das Populações de Angola" (UPA). Em 1962 é confiado para a secretaria da Juventude da Frente Nacional de Libertação de Angola (JFNLA) e torna-se membro da redacção central do Boletim Juventude Revolucionária. Pelo partido, conseguiu uma bolsa de estudos para a Jugoslávia, estudando na Instituto Superior de Kranj, recebendo a licenciatura em engenharia electrónica. Retorna à sede do partido em Quinxassa somente em 1969.
Entre 1970 e 1971 torna-se Secretário-Geral adjunto da FNLA, sendo designado em seguida para o Estado-Maior da ala armada do partido, o Exército de Libertação Nacional de Angola (ELNA).
Entre 1972 e 1975 acumula as funções de Ministro do Interior do Governo de Resistência de Angola no Exílio-Conselho Supremo da Libertação de Angola (GRAE-CSLA), Coordenador dos Serviços de Segurança da FNLA e de Formação e Orientação de Quadros do partido.
A partir de 1974 integra a delegação da FNLA nas cimeiras de Mombaça e Alvor para a construção de uma plataforma comum pela independência de Angola. Em janeiro de 1975 compôs o Conselho Presidencial do Governo de Transição, como Ministro do Interior, sendo secretariado por Henrique Onambwé, do Movimento Popular de Libertação de Angola (MPLA), e João Mulombo Vaikene, da União Nacional para a Independência Total de Angola (UNITA).
De 1976 até 1979 permanece no Bureau Politico do FNLA como encarregado da Formação de Quadros do partido. Neste período, com Lucas Ngonda, consegue recriar uma estrutura de guerrilha para o ELNA no Uíge.
Em 1992 é designado como secretário permanente do Bureau Politico da FNLA, ficando em funções até 2000, quando assume até 2002 como secretário-geral da FNLA. Em 2004 é eleito Vice-Presidente da FNLA.
Sucedeu a Holden Roberto no comando da FNLA, que liderou o partido, em períodos intervalares, por 30 anos até o falecimento em agosto de 2007. Nas eleições de 2008, como presidente e cabeça de lista do partido, foi um dos eleitos para o parlamento angolano.
Foi presidente da FNLA até o III Congresso ordinário do partido, realizado de 20 a 22 de dezembro de 2011. Foi derrotado por Lucas Ngonda, mas contestou os resultados judicialmente.
As disputas com Ngonda somente terminaram após a eleição de Nimi A Simbi como presidente do partido em 2021.